# مرقد فتحي الموصلي
مرقد الشيخ فتحي الموصلي من مراقد وأضرحة مدينة الموصل التاريخية الأثرية، وبني في عام 220هـ/835م، بعد وفاة الشيخ أبو محمد الفتح بن سعيد الكاري الموصلي، ويقع بجانبهِ مبنى جامع فتحي الموصلي الذي أسس حديثاً في عام 2001م، من قبل السيد غانم الدباغ وعقيلتهِ وبعض المحسنين، وتبلغ مساحة المرقد الأجمالية مع الجامع حوالي 1000م2، ويقع في منتصف مدينة الموصل بالجانب الغربي منها ويطل على نهر دجلة، ويتكون المرقد من غرفة منخفضة تضم رفات الشيخ فتحي وتعلوها قبة مضلعة أثرية، ويعتقد بعض المؤرخين إن عدد من أقسام المرقد بنيت وشيدت في عهد الدولة الأتابكية بدليل المحاريب القديمة وكذلك الأعمدة ذات الطراز الأثري القديم، أما المصلى فيتكون من أعمدة مزدوجة رباعية الأبدان لها تيجان مكعبة مشغولة بزخارف، والمحراب الرخامي مسطح ويتضمن نقوشاً مع كتابة بآيات قرآنية بخط عربي قديم. .

## تهديم الجامع والمرقد
في شهر حزيران من عام 2014 هدم مسلحوا داعش مرقد فتحي الموصلي مع المسجد المجاور له، وذلك في حملة منظمة شنها التنظيم لهدم وتفجير المراقد والأضرحة التاريخية في مدينة الموصل.